# Zarzosa
Zarzosa – gmina w Hiszpanii, w prowincji La Rioja, w La Rioja, o powierzchni 18,29 km². W 2011 roku gmina liczyła 16 mieszkańców.